# Olénos
Olénos (en grec ancien : Ὤλενος) est une ancienne cité grecque d'Achaïe, située sur le golfe de Patras, entre Dymes à l'ouest et Patras à l'est. Elle était une des douze villes de la ligue achéenne originelle, mais ne participa pas à sa reconstitution au IIIe siècle av. J.-C. ; elle fut abandonnée dès l'antiquité.
Le dème moderne d'Olénie tire son nom de la cité antique.